# Águas de Lisboa
Águas de Lisboa, publicada em 1941 pela Comissão de Fiscalização das Águas de Lisboa, presidida por João Carlos Alves. Fornecendo uma abordagem histórica à questão do abastecimento de água na capital, destaca o contrato de 1932, "medida salvadora" imposta à Companhia das Águas pelo então Ministro das Obras Públicas, Engenheiro Duarte Pacheco.